# Barrage Al Massira
Pour les articles homonymes, voir Al Massira.
Al Massira, (arabe : سد المسيرة) est un barrage marocain de la province de Settat, inauguré en 1979. 

## Description
Il s'agit d'un barrage-poids en béton, haut de 82 m et long de 390 m, pour un volume de 354 000 m3.
Il forme le deuxième plus grand réservoir artificiel du Maroc, avec un volume de 2,6 km3,.
Il a pour but de permettre l'irrigation dans la région de Doukkala, et de constituer une réserve d'eau potable, notamment pour la ville de Marrakech. Il dispose également d'une centrale hydroélectrique, d'une puissance installée de 128 MW, et produisant 221 GWh/an d'électricité en pointe.

## Biodiversité
Le barrage Al Massira est un site RAMSAR 